# Phalangomma
Phalangomma is een geslacht van hooiwagens uit de familie Phalangodidae.
De wetenschappelijke naam Phalangomma is voor het eerst geldig gepubliceerd door Roewer in 1949. 

## Soorten
Phalangomma is monotypisch en omvat slechts de volgende soort:
- Phalangomma virginicum